# Seht, die gute Zeit ist nah

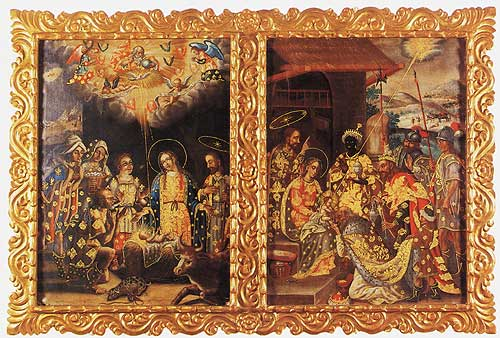
Gaspar Miguel de Berrio, Anbetung der Hirten und Könige

Seht, die gute Zeit ist nah ist ein 1972 nach dem mährischen Weihnachtslied Svatou dobu již tu máme geschaffenes Adventslied von Friedrich Walz.

## Inhalt
Das Lied entfaltet die Freude über die Menschwerdung Gottes in dieser guten (Originaltext „heiligen“) Zeit. Dieser, wie auch der schließende Begriff der „Stunde“, bilden gleichsam den Rahmen des Gedichts. Der Anspruch des kommenden Herrn ist universal und auf „alle“ bezogen. Er wird verstanden als der alttestamentlich verheißene Friedefürst.
Den universalen Anspruch wiederum entfaltet Strophe 2 in konzentrierter Form. Viermal werden Gegensatzpaare als Adressaten dargestellt. Dass die Erscheinung des Kommenden bei den Hirten (Lukas) wie den Königen (Matthäus) nebeneinander gestellt wird, kann aber auch so verstanden werden, dass im Altertum Könige auch den Titel des Hirten trugen. Anders als das Magnificat des Lukasevangeliums jedoch, das triumphal eine Umkehrung der Unterschiede zwischen Groß und Klein, Krank und Gesund, oder Arm und Reich besingt, zieht hier ein Charakter freudiger Friedens- und Versöhnungsgewissheit ein.

## Melodie
Die traditionelle mährische Melodie erinnert an ein Trompetensignal. Sie wurde von Friedrich Walz um eine Wiederholung verkürzt und ist so auch als zweistimmiger Kanon singbar. Walz fügte zwei Halleluja-Begleitstimmen hinzu.
Das Lied findet sich im Evangelischen Gesangbuch (EG 18).